# أنطونيو رومان (سياسي)
أنطونيو رومان هو سياسي فلبيني، ولد في 31 مايو 1939 في Orani ‏ في الفلبين، وتوفي في 8 يناير 2014 في الفلبين. نشط حزبياً في بارتيدو ليبرال. وقد انتخب عضو مجلس النواب في الفلبين ‏.